# Chiesa di San Leone (Roma)
La chiesa di San Leone Magno è una chiesa di Roma, nel quartiere Aurelio, in via di Boccea 60.
Essa fu costruita nel 1930, architetto e direttore dei lavori: Clemente Busiri Vici. Fu aperta al pubblico il 31 ottobre 1931. È annessa alla parrocchia di Santa Maria Immacolata di Lourdes.

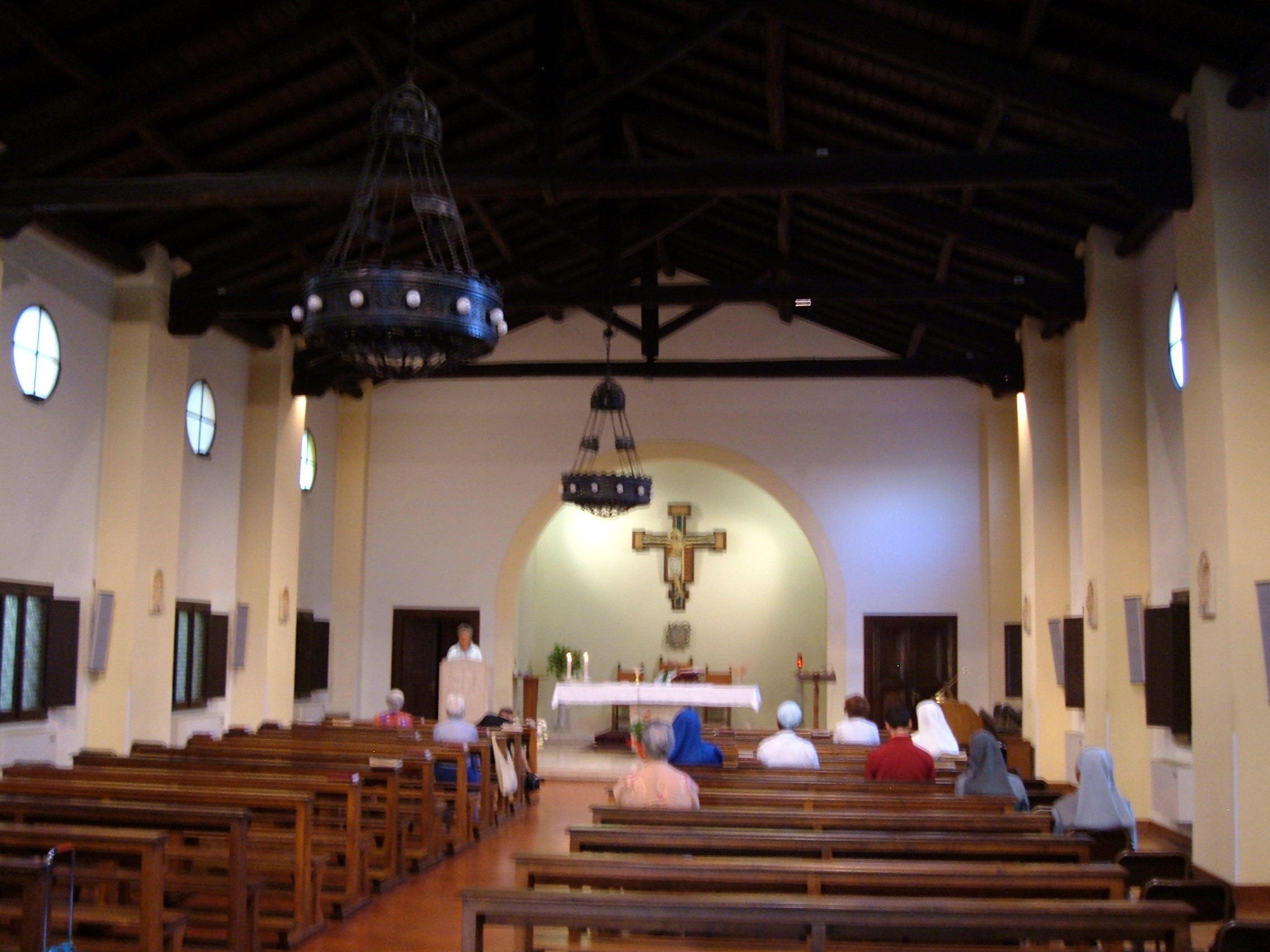
L'interno

La facciata, a capanna, è preceduta da un piccolo portico e da tre profondi gradini. Sopra il portico è un ovale e, al suo fianco, due finestre con grate. L'interno è a navata unica con soffitto a capriate, da cui pendono alcuni lampadari in ferro battuto. Nelle pareti laterali si aprono dieci finestre, rettangolari nella parte inferiore e ovali in quella superiore. Nel presbiterio absidato è collocato un Crocifisso, copia di quello detto di San Damiano, il cui originale è conservato ad Assisi.